# Republica Romană (1849)
Republica Romană (în italiană Repubblica Romana) a fost înființată în 1849 în Statele Papale după fuga Papei Pius al IX-lea, datorită activității insurecționale a liberalilor romani. A fost condusă de un triumvirat compus din Carlo Armellini⁠(d), Giuseppe Mazzini și Aurelio Saffi⁠(d). 
Peninsula Italică, împărțită pe atunci în mai multe state, a fost traversată de o conflagrație generală în primăvara popoarelor din 1848. Toate statele s-au văzut obligate să accepte o constituție, în timp ce Milano și Veneția, principalele orașe din Regatul Lombardia-Veneția, s-au răzvrătit împotriva imperiului Austriac. Regatul Sardiniei le-a venit în ajutor, ceea ce a dat naștere primului război italian de independență⁠(d). Acesta a antrenat și Marele Ducat al Toscanei, Statele Papale și Regatul celor Două Sicilii, însă acesta din urmă a renunțat repede la reforme, provocând un amplu protest din partea celor mai liberale elemente din interiorul său. În timp ce era în desfășurare războiul austro-sard, al cărui curs în curând s-a îndreptat în detrimentul sarzilor, aceste proteste au luat la Roma forma unei revoluții. Prim-ministrul Pellegrino Rossi⁠(d) a fost asasinat, papa a fugit la Gaeta sub protecția lui Ferdinand al II-lea al celor două Sicilii și a fost înființată Republica Romană. 
Această nouă țară romană nu a durat decât cinci luni, de la 9 februarie până la 4 iulie 1849, și a luat sfârșit după o expediție franceză votată de Adunarea Națională a Franței și cu sprijinul lui Ludovic Napoleon, pe atunci președinte al celei de a doua republici franceze. Acest episod este cunoscut în Franța sub numele de „expediția de la Roma”. Republica Romană, înconjurată din toate părțile, s-a văzut nevoită să se opună spaniolilor, napolitanilor și Austriei care, după victoria asupra sarzilor, au invadat Republica Romană. După lupte grele, care au durat o lună, Papa a fost repus în drepturi de către Franța. 
Pentru Franța, ambiguitatea s-a născut din faptul că intervenția a fost votată de adunarea unei republici împotriva unei alte republici, ambele provenind din mișcări liberale și democratice ale primăverii popoarelor și din acela că unii parlamentari de stânga au votat expediția pentru a apăra o republică-soră împotriva intervenției austriece, în timp ce dreapta a votat pentru lichidarea Republicii Romane. Operațiunea a fost însoțită de un ministru al afacerilor externe, Alexis de Tocqueville, ostil față de puterea temporală a papei. 
Republica a amplificat cele două mituri ale Risorgimentului italian, care aveau deja o viziune națională, Giuseppe Mazzini și Giuseppe Garibaldi, personaje centrale ale Republicii, primul pe plan politic, al doilea pe plan militar. Ea i-a făcut celebri în afara peninsulei, mai ales cu concursul intelectualilor francezi precum George Sand și Victor Hugo.

## Situația din Europa

### Învestitura papei Pius al IX-lea
După moartea papei Grigore al XVI-lea, care a fost un papă conservator, a fost întronizat la 21 iunie 1846 Pius al IX-lea, care a luat rapid măsuri considerate liberale. Pe 16 iulie 1846, el a decretat o amnistie generală pentru deținuții politici și exilați și a cerut pregătirea unei constituții care a fost proclamată la 14 martie 1848. Acesta este Statutul fundamental pentru guvernarea temporală a Statelor Sfintei Biserici⁠(d) („Statuto fondamentale pel Governo temporale degli Stati di Santa Chiesa”), care instituia două camere parlamentare, Alto Consilio și Consiglio dei Deputati. Era epoca reformelor politice: s-a înființat Consiliul de Stat (Consulta di Stato), s-a acordat o mai mare libertate presei, s-a înființat o comisie laică responsabilă de cenzură, un consiliu consultativ compus din mireni, al cărui rol era de a transmite dorințele populației și, împreună cu el, un consiliu de cabinet, apoi o gardă civică. De asemenea, s-a înființat o serie de comisii în care participau mirenii, pentru a revizui legile.
Aceste măsuri, care au avut repercusiuni imense în lumea catolică, i-au determinat pe liberalii italieni să creadă în inițiativele papei. Din exilul său din Uruguay, Giuseppe Garibaldi, care a intrat întotdeauna în contact cu patrioții italieni, a aflat despre frământările care aveau loc în Italia, inclusiv de investitura acestui papă „liberal”, și s-a hotărât să se întoarcă în Italia. Giuseppe Mazzini, exilat și el la Londra, i-a cerut Papei la 8 septembrie 1847, să preia conducerea unei mișcări pentru unificarea Italiei; dar acesta nu i-a răspuns:
| Beatissimo Padre, adoro Dio e un’idea che mi pare di Dio: l’Italia una, angelo di unità morale e di civiltà progressiva per le nazioni d’Europa. Non v’è uomo, non dirò in Italia, ma in Europa, che sia più potente di voi. Voi dunque avete immensi doveri. Per opera del tempo e affrettate dai vostri predecessori e dall’alta gerarchia della Chiesa, le credenze sono morte. Il cattolicesimo si è perduto nel dispotismo, il protestantesimo si perde nell’anarchia. Guardatevi intorno, troverete superstiziosi e ipocriti; non credenti. Vi chiamo, dopo tanti secoli di dubbio e di corruttela, ad essere apostolo dell’eterno Vero. Siate credente. Aborrite dall’essere re, politico, uomo di Stato. Unificate l’Italia, la patria vostra. | Preasfinte Părinte, ador pe Dumnezeu și o idee care mi se pare dumnezeiască: Italia unită, un înger de unitate morală și de civilizație progresistă pentru națiunile Europei. Nu există om, nu voi spune în Italia, ci în Europa, care să fie mai puternic decât sfinția voastră. Deci aveți mari responsabilități. Prin lucrarea timpului care trece și presat de predecesorii voștri și de ierarhia înaltă a Bisericii, credințele au murit. Catolicismul este pierdut în despotism, protestantismul este pierdut în anarhie. Priviți în juru-vă, veți găsi superstițioși și ipocriți, nu credincioși. Vă invit, după atâtea secole de îndoială și corupție, să fiți apostolul adevărului veșnic. Fii credincios. Detestați să fiți rege, politician, om de stat. Uniți Italia, patria voastră. |

Mișcarea națională italiană era catalizată de reforme, iar atitudinea liberală a lui Pius al IX-lea se angaja într-un quidproquo tot mai mare. Aceste măsuri care vizau îmbunătățirea condițiilor materiale și morale ale statelor sale au fost interpretate ca un manifest liberal și naționalist, se explică în discursul Quibus quantisque ținut în fața consistoriului secret la 20 aprilie 1849 la Gaeta. François Guizot, ministrul francez al afacerilor externe până în februarie 1848, a reproșat guvernului roman întreținerea speranțelor.

### Roma și Statele Papale

Legații și delegații.

Administrativ, statele papale erau împărțite în legații și delegații⁠(d) aflate sub controlul Romei. Capitala, deși se bucura de un mare prestigiu în lumea occidentală, Roma însăși era un oraș cu dimensiuni modeste: numărul de locuitori era de circa 180.000, în timp ce Napoli avea de două ori mai mulți, Parisul se apropia de 1 milion, iar Londra de 3 milioane. În oraș trăiau șase mii de clerici, ceea ce însemna unul din 30 de locuitori.
Parohiile aveau o funcție de control moral și administrativ. Familiile mari dețineau majoritatea terenurilor care nu aparțineau Bisericii. Meșteșugarii și muncitorii manuali depindeau de Biserică și de nobili. În toate statele dinaintea unificării, 80% din populație trăia în mediul rural, mortalitatea infantilă atingea 25% la copiii sub vârsta de un an, iar speranța de viață abia depășea 30 de ani.

### Mișcările revoluționare

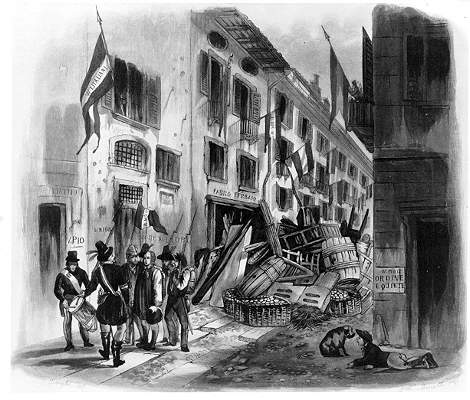

La începutul lunii ianuarie 1848, în orașele peninsulei italiene au avut loc tensiunile sociale și politice, demonstrații în favoarea papei și reformelor sale. Pe 3 ianuarie, Milano, care aparținea pe atunci Regatului Lombardia-Veneția, aflat sub dominație austriacă, a fost scena luptelor între patrioți și trupele austriece, soldate cu 5 morți și 50 de răniți. La 12 ianuarie, a izbucnit o insurgență la Palermo împotriva Regatului celor două Sicilii condus de Bourboni și s-a extins, la 27 ianuarie, la Napoli, obligându-l pe Ferdinand al II-lea să promită, două zile mai târziu, o constituție promulgată la 11 februarie. În aceeași zi, Leopold al II-lea, Mare Duce de Toscana, văr al împăratului Ferdinand I al Austriei, a acceptat și el o constituție aprobată de majoritatea supușilor săi.
Evenimentele s-au succedat: între 22 și 24 februarie, a avut loc revoluția la Paris și s-a proclamat a Doua Republică; pe 4 martie, regele Carol Albert a acordat stărilor din Sardinia statutul albertin⁠(d); pe 14 martie, Pius al IX-lea a proclamat „Statutul fundamental al guvernării temporale a statelor Sfintei Biserici”; pe 13 martie a avut loc insurecția de la Viena și căderea lui Metternich; la 17 martie o mare demonstrație populară din Veneția a impus guvernatorului Alajos Pálffy⁠(d) eliberarea deținuților politici, între care Tommaseo⁠(d) și Manin⁠(d); 18 martie a fost începutul celor cinci zile de la Milano⁠(d), care au adus eliberarea orașului și izgonirea austriecilor.

## Fazele inițiale ale Primului Război Italian de Independență

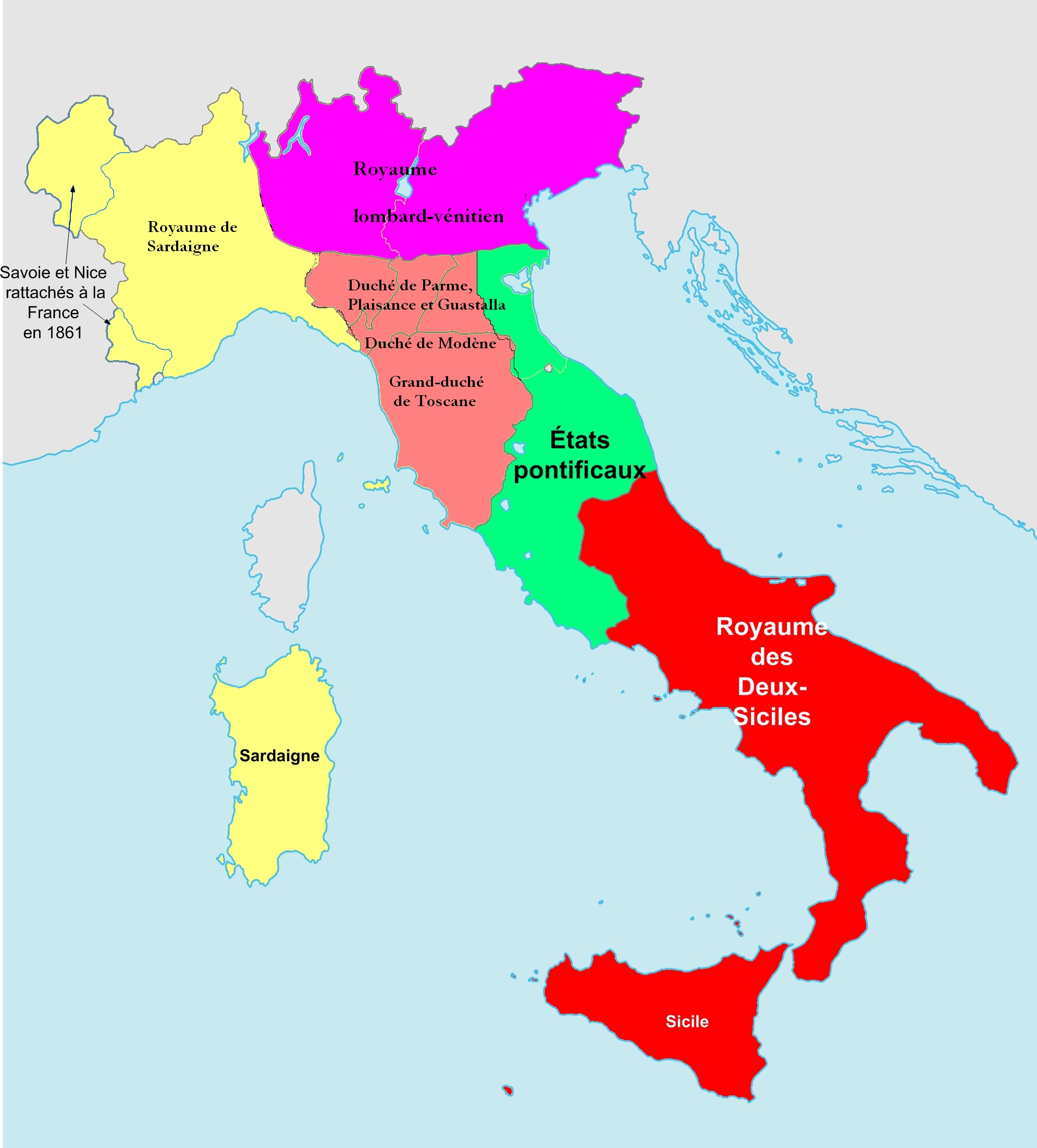
Peninsula italică în 1848.

Vestea celor cinci zile de insurecție de la Milano a provocat o adevărată revoluție politică în peninsulă: la 21 martie, Leopold al II-lea al Toscanei a declarat război Austriei și și-a trimis armata, comandată de generalul De Laugier⁠(d), către patrulater⁠(d). La 23 martie, Carol Albert al Sardiniei a trecut râul Ticino și s-a alăturat Milanului.
Guvernul papei, prin ordin ministerial din 23 martie, a dispus formarea unui corp militar, cu obiectivele de a proceda la apărarea și securizarea teritoriilor pontificale, precum și de a coordona acțiunile forțelor naționale italiene. Sub comanda generalului piemontez Giovanni Durando⁠(d) și a secundului său, Massimo d'Azeglio, s-au constituit patru regimente de infanterie, două de cavalerie, trei baterii de artilerie de câmp, o companie de artificieri și două de geniu.
Era un adevărat corp expediționar de 7.500 de oameni, completat, două zile mai târziu, de un grup de voluntari, Legiunea Voluntarilor Pontificali (Legione dei Volontari Pontifici), formată din bărbați din centrul Italiei și încredințată generalului Andrea Ferrari⁠(d). O forță semnificativă, ținând cont că armata lui Carol Albert nu număra decât 30.000 de oameni la care se adăugau cei 7000 de toscani, precum și niște întăriri, în luna mai, de 16.000 de napolitani comandați de Guglielmo Pepe⁠(d).

### Refuzul lui Pius al IX-lea de a lupta împotriva Austriei

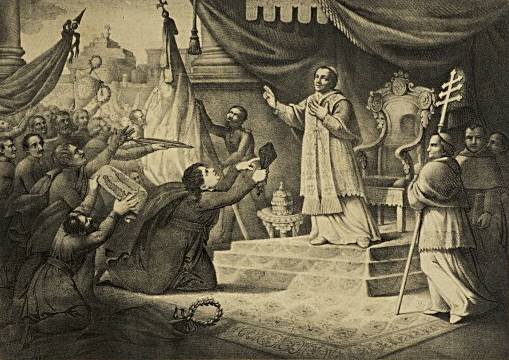
Pius al IX-lea binecuvântează combatanții, litografie din 1850.

La 16 aprilie 1848, Pius al IX-lea a fost informat de către reprezentantul său la Viena despre nemulțumirea Austriei, în special a opiniei publice, ceea ce l-a determinat să își reconsidere poziția. La 25 aprilie, miniștrii, sub semnătura lui Antonelli⁠(d), i-au prezentat Papei un scurt memoriu în favoarea războiului.

La 29 aprilie, într-o cuvântare în fața consistoriului, el condamna războiul împotriva Austriei":
„Soldaților noștri trimiși la frontierele pontificale, noi le recomandăm numai să apere integritatea și securitatea Statelor Papale. Dar dacă unii doresc ca noi, împreună cu alte popoare și alți principi din Italia, să luăm parte la războiul contra austriecilor… nu acestea ne sunt intențiile și recomandările.”
  și concluziona invitând 
„să rămână atașați ferm principiilor lor de a căror calitate s-au bucurat și de care nu s-au depărtat.”
În fapt, papa se ferea să lupte împotriva unei mari puteri catolice:
„știam că anumiți dușmani ai religiei catolice au profitat de ocazie pentru a inflama spiritele germanilor în scopul de a se separa de Sfântul Scaun… Popoarele germane nu trebuie să nutrească un sentiment de dispreț față de noi deoarece ne-a fost imposibil să ne ținem în frâu supușii care aplaudau evenimentele antiaustriece din Italia nordică… nici alți suverani europeni, care dispun de armate mai puternice decât a noastră, nu au putut înfrâna agitația popoarelor lor.”
 Aceasta demonstrează contradicția și incompatibilitatea între poziția papei de șef al Bisericii universale și, în același timp, cea de șef al unui stat italian; între puterea spirituală și cea temporală.

### Participarea trupelor romane
Trupele lui Durando⁠(d) au intrat în Veneto și au ocupat Vicenza, înaintea lui Nugent⁠(d) care venea dinspre Verona.
Informat de discursul din 29 aprilie, Durando a hotărât să nu se supună papei și să continue operațiunea care îi fusese încredințată. Cheia apărării orașelor libere din Veneția o constituia puternica cetate a Veneției condusă de Daniele Manin. El și-a strâns trupele:
| Il Santo Pontifice ha benedetto le vostre spade, che unite a quelle di Carlo Alberto debbono concordi muovere all'esterminio dei nemici di Dio e d'Italia. | Sfântul Pontif a binecuvântat săbiile voastre, care, împreunate cu cele ale lui Carol Albert, trebuie să contribuie la exterminarea dușmanilor lui Dumnezeu și ai Italiei. |

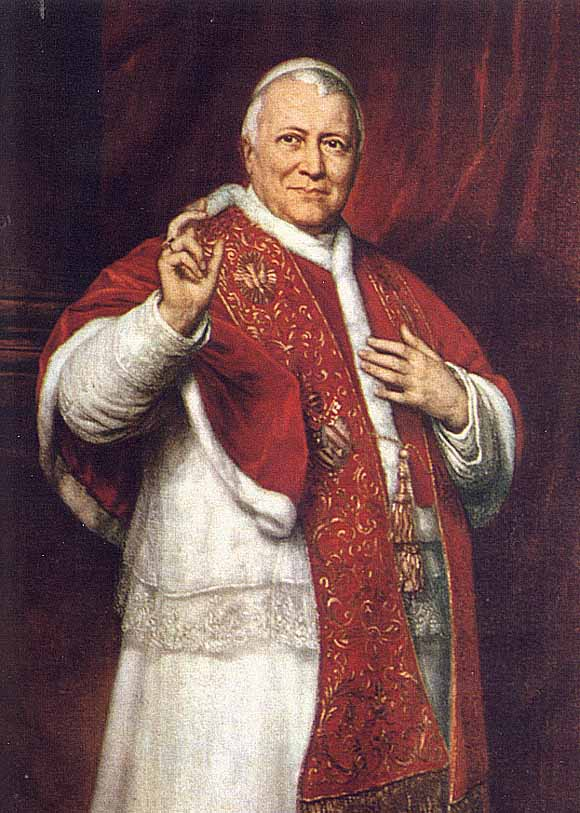
Pius al IX-lea, portret de George Peter Alexander Healy.

Cei 16.000 de oameni trimiși de Napoli nu s-au alăturat lui Durando. Ajunși pe Pad, pregătindu-se să intre în provincia Veneția, forța expediționară napolitană a primit ordin de la Ferdinand al II-lea să se întoarcă la Napoli: generalul Pepe⁠(d), bătrânul naționalist, a refuzat să se supună ordinului, doar artileria și geniul alăturându-se Veneției. Orașul i-a încredințat conducerea supremă a trupelor.
Cu 10.000 de voluntari romani si venețieni, Durando nu a reușit să împiedice joncțiunea corpului de armată al lui Nugent⁠(d) cu Radetzky, adunând în total 20.000 de austrieci, dar a a respins asaltul de la Vicenza la 24 mai. Cu toate acestea, el nu a mai putut face nimic când Radetzky, respins spre vest de armata lui Carol Albert la Goito⁠(d), a răsturnat frontul și și-a transportat întreaga armată, aproape 40.000 de oameni, către Vicenza⁠(d). Durando a fost învins pe 10 iunie și a trebuit să se predea. Potrivit condițiilor de capitulare, el a predat Vicenza și Treviso și a promis să nu lupte cu austriecii timp de trei luni. În schimb, i s-a permis să se retragă dincolo de Pad.

### Invazia austriacă a legațiilor
Între 23–25 iulie, bătălia de la Custoza⁠(d) a adus față în față armatele sardă și austriacă. Austria a ieșit victorioasă. Carol Albert a început o retragere pe Adda și la Milano. La 4 august, după ce luptele au fost reluate, Carol Albert a hotărât să ceară semnarea armistițiului⁠(d) de către Salasco⁠(d). Preliminariile s-au semnate la 5 august și textul final pe 9 august în Vigevano. Garibaldi, însoțit de Mazzini, a părăsit Lombardia; ei s-au dus în locurile lor de reședință, respectiv Nisa și Marsilia.
Austriecii nu au așteptat mult să atace statele papale: Carol Albert abia începuse marșul către Milano, când generalul Welden⁠(d) a fost trimis să treacă Padul la Ferrara pe 28 iulie în timp ce Liechtenstein⁠(d) a intrat în Modena⁠(d) și Parma, pentru a-i repune în funcție pe ducii ce fuseseră detronați. După o înaintare marcată de hărțuieli, Welden a ocupat Ferrara și a ajuns la porțile Bolognei. Podestatul Cesare Bianchetti a căutat o înțelegere, dar Welden a profitat de un incident pentru a ordona intrarea în oraș, ceea ce a făcut populația să se revolte și să-l oblige pe Welden să se retragă spre Pad la 9 august.
Welden, care acționa fără autorizarea guvernului pontifical, a provocat protestul energic al lui Pius al IX-lea. Acesta a vorbit despre o „invazie austriacă” și a declarat că „conduita domnului Welden este judecată de Sanctitatea Sa ca fiind ostilă Sfântului Scaun și Domnului Nostru”. În ansamblu, bolognezii s-au comportat ca supuși credincioși ai lui Pius al IX-lea și, într-adevăr, au primit sprijinul ministrului de interne al guvernului pontifical, contele Odoardo Fabri, care, într-o declarație adresată romanilor, vorbea despre „aroganța insolenței străine”, despre „apărarea eroică” și „atentatul contra Statelor Papale”.

## Crizele politice din Roma și fuga lui Pius al IX-lea

### Guvernele Mamiani și Fabbri
În Roma și în toate statele papale, Pius al IX-lea a fost obiectul unei opoziții politice crescânde din cauza discursului din 29 aprilie și a consecințelor acestuia. În zilele următoare, garda civică a ocupat Castel Sant'Angelo și porțile orașului⁠(d) în timp ce la șeful guvernului, cardinalul Antonelli⁠(d), ajungeau protestele guvernelor Sardiniei și Toscanei, precum și reprezentanți ai Siciliei, Lombardiei și Veneției. Șapte miniștri au demisionat, inclusiv Marco Minghetti. La 3 mai, Papa a încercat să remedieze situația, încredințând responsabilitatea noului guvern contelui Mamiani⁠(d), monarhist constituționalist, și a scris o scrisoare personală adresată lui Ferdinand I al Austriei, în care îi cerea să renunțe la Lombardia-Veneția.
Ferdinand nici măcar nu i-a răspuns și Mamiani, după ce s-a prezentat în fața Parlamentului roman pe 5 iunie, a demisionat pe 12 iulie din cauza dezacordului cu linia de strictă neutralitate a Papei. Pe 2 august, Mamiani a fost înlocuit de Odoardo Fabbri. Noul guvern l-a trimis în legații⁠(d) pe Luigi Carlo Farini, care a ajuns pe 2 septembrie, pentru a restabili ordinea publică grav perturbată din cauza invaziei lui Welden. Fabbri, care este bătrân și obosit de lupte, a demisionat pe 16 septembrie.

### Guvernul lui Pellegrino Rossi

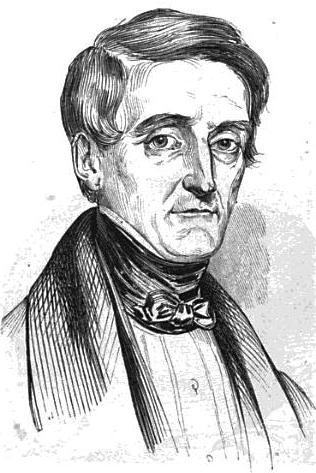
Pellegrino Rossi.

În aceeași zi, Pius al IX-lea l-a numit pe contele Pellegrino Rossi⁠(d), fost ambasador francez al guvernului Guizot la Sfântul Scaun, ca șef al guvernului. Rossi rămăsese la Roma, după Revoluția Franceză din 1848, când a fost înlocuit de ducele Francisc de Harcourt⁠(d) numit de Lamartine, ministrul afacerilor externe. El și-a asumat și rolurile de ministru de interne, politică și finanțe. Rossi era în favoarea sistemului constituțional, dar se opunea unui război național. Clerul înalt și conservatorii îl considerau revoluționar și periculos; poporul și radicalii îl considerau reacționar, apărător al puterii absolute; în timp ce liberalii și moderații, susținătorii săi naturali, nu-și doreau să colaboreze cu el.
Programul său a fost de a apăra constituția împotriva atacurilor îndreptate împotriva ei și de a readuce guvernului autoritatea și de a reorganiza administrația, justiția, finanțele și economia. El a decretat ajutoare și pensii pentru văduvele și răniții de război și l-a numit în fruntea Ministerului de Război pe generalul Carlo Zucchi⁠(en)[traduceți], un fost general al lui Eugene Beauharnais și un patriot naționalist.
În acest moment, chestiunea care domina politica italiană era direct legată de următoarea reluare a ostilităților dintre Regatul Sardiniei și Imperiul Austriac. Guvernul sard și patrioții democrați au încercat să profite de armistițiu pentru a mobiliza un număr cât mai mare de oameni. Toate iluziile au fost pierdute în ceea ce privește intervenția lui Ferdinand al II-lea al celor Două Sicilii, dar rămâneau cu semn de întrebare Florența și Roma.
În Marele Ducat al Toscanei, poziția era acum în mod clar în favoarea cauzei naționale, după ce Leopold al II-lea a pus în funcție guvernele moderate al lui Ridolfi⁠(d), pe 17 august, și al lui Capponi⁠(d) la 9 octombrie. La 27 octombrie, el l-a numit pe democratul Giuseppe Montanelli⁠(d). Acesta din urmă l-a pus pe Francesco Domenico Guerrazzi⁠(d) ministru de interne și a inaugurat o politică ultrademocratică, în terminologia politică a timpului, îndreptată spre unirea cu celelalte state italiene și reluarea comună a războiului împotriva Austriei.
Chestiunea romană rămânea însă deschisă, Pius al IX-lea și Pellegrino Rossi fiind destul de ostili față de o intervenție. Ei nu negau nevoia de regenerare națională, dar reluau politica moderată care fusese răsturnată în mod neașteptat de cele cinci zile de la Milano⁠(d). Pe plan politic, filozofii Antonio Rosmini⁠(d) și Vincenzo Gioberti⁠(d), apropiați de Regatul Sardiniei, doreau o confederație, în timp ce Rossi susținea o ligă de principate căreia Papa i-ar fi fost sufletul și care trebuia să fie negociată de delegații statelor italiene întruniți în Adunarea Constituantă, și nega sprijinul pentru sarzi și toscani în cazul reluării războiului. Aceste poziții s-au opus celor ale activiștilor adepți ai lui Mazzini⁠(d), care pleda pentru o Italie unificată și republicană. La 4 noiembrie, Rossi a publicat un articol în Gazzetta di Roma împotriva scopurilor hegemonice ale Piemontului, ceea ce l-a făcut și mai nepopular.

### Asasinarea lui Pellegrino Rossi
La 15 noiembrie, parlamentul și-a reluat lucrările, iar Pellegrino Rossi a fost înjunghiat de un grup de veterani ai Legiunii Voluntarilor din Veneția, în înțelegere cu Circolo popolare, de orientare democratică. A doua zi, mulțimea s-a adunat în fața Palatului Quirinal⁠(d) pentru a cere „ministru democrat, constituantă italiană și război contra Austriei”. Pius al IX-lea l-a însărcinat pe Giuseppe Galletti⁠(d) să spună mulțimii că nu ia în considerare o nouă concesie. Mulțimea a dat apoi asaltul, aducând chiar și un tun pe care l-a îndreptat spre palat: a început o luptă contra gărzilor elvețiene ale Papei. Monseniorul Giovanni Battista Palma, secretar al literelor latine, a fost ucis. Pius al IX-lea a convocat corpul diplomatic și a declarat că cedează în fața violenței și că toate concesiile pe care avea să fie obligat să le facă, el le consideră nule. După aceea, sub presiunea populară, l-a însărcinat la 20 noiembrie pe monseniorul Carlo Emanuele Muzzarelli⁠(en)[traduceți] să formeze noul guvern. Giuseppe Galletti⁠(d) era ministru de interne; Terenzio Mamiani⁠(d), ministru de externe; Pietro Sterbini⁠(it)[traduceți],  ministru al lucrărilor publice.
În seara zilei de 24 noiembrie, având sentimentul că a pierdut controlul asupra situației, papa a fugit din Roma, incognito. El s-a dus la contele Spaur, ambasador al Bavariei și, în seara de 25 noiembrie, era în siguranță în cetatea napolitană Gaeta.
În noiembrie, o brigadă de 3.000 de soldați a fost trimisă la Civitavecchia de către guvernul francez pentru a asigura protecția papei, cu instrucțiuni de a nu participa la conflicte politice.

### Roma fără papă

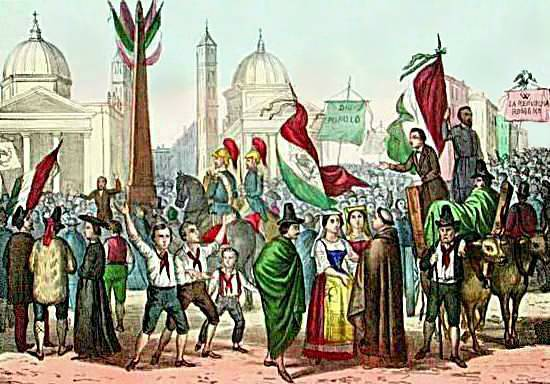
Proclamarea Republicii Romane, în 1849, în Piața Poporului (Piazza del Popolo).

Din cauza plecării papei, guvernul Galletti a demisionat la 3 decembrie, dar Camera Deputaților a confirmat puterile guvernului și a trimis o misiune la Gaeta, care a plecat în 6 decembrie, dar a fost trimisă înapoi de la granița napolitană. La 8 decembrie, guvernul a protestat energic și la 11 decembrie, camera a decretat crearea unei „junte provizorii și supreme de stat”, compusă și din Galletti:
| “ | Camerele, Obligate să înlăture pericolele iminente ale anarhiei și războiului civil, și să păstreze ordinea publică; obligate totodată să păstreze intacte statutul fundamental, statul și drepturile constituționale; hotărâte să-și facă datoria și supunându-se necesității absolute care le-a fost impusă de o stare de fapt de așa natură, decretă 1. se va constitui o juntă provizorie de Stat. 2° Această juntă va fi formată din 3 persoane alese din afara Camerei Deputaților, nominalizate cu majoritatea absolută de aceeași Cameră, și aprobată de Înaltul Consiliu. 3° Junta va exercita, în numele suverantului și cu majoritate de voturi, toate drepturile relevante ale șefului puterii executive în limitele constituției, și urmând formele și principiile dreptului constituțional. 4° Junta își va înceta funcțiunile în momentul întoarcerii pontifului, sau în orice moment când va găsi necesar să delege sau să învestească prin act legal o persoană care să-i preia puterile, și când această persoană va intra în fapt în exercițiul funcțiunilor sale. | ” |

 Cei trei membri ai juntei erau senatorul Romei, principele Corsini, gonfalonierul din Ancona, contele Camerata și senatorul de Bologna, contele Zucchini  care a fost înlocuit, la 20 decembrie, de Galletti.
După ce a ezitat să asiste Republica San Marco, care încă lupta împotriva austriecilor, Garibaldi a ales să sprijine Cetatea Eternă. Pe 12 decembrie, el a intrat în Roma pentru a negocia termenii înrolării legiunii sale de voluntari care rămânea staționată la Cesena. Mazzini, din Marsilia, unde se afla în continuare, a insistat asupra importanței plecării papei, echivalentă, după el, unei abdicări și permițând formarea unei republici.
Pe 17 decembrie, Papa a emis un motu proprio⁠(d) în care contesta „uzurparea puterilor suverane” și a declarat sacrilegiu formarea juntei. La 20 decembrie, aceasta a emis o proclamație în care a anunțat convocarea unei adunări constituante romane. Influența mazzinienilor devenea din ce în ce mai puternică. Ei au reușit să atragă de partea lor mișcările democratice, care totuși înclinau să sprijine Adunarea Constituantă în versiunea federală și moderată a lui Mamiani⁠(d). La 23 decembrie, acesta a fost chemat să formeze un nou guvern. La 28 decembrie, junta a dizolvat Camerele (Înaltul Consiliu și Camera Deputaților) și a chemat 250.000 de alegători pentru 21 și 22 ianuarie 1849. Statele Papale deveneau Statul Roman (Stato romano). La 1 ianuarie, papa a amenințat cu excomunicarea tuturor celor care participă la alegeri, care totuși s-au ținut și s-au soldat cu victoria democraților, legitimiștii și moderații abținându-se. A fost prima adunare din istoria Italiei care urma să fie aleasă prin vot universal direct. Legea electorală care permite alegerea oricărui cetățean italian făcea din Roma centrul mișcării naționale. Giuseppe Garibaldi și Giuseppe Mazzini, care au sosit la Roma abia la 6 martie, se numărau printre aleși.

### Proclamarea Republicii
Adunarea, cu Giuseppe Galletti președinte și Aurelio Saffi⁠(d) și Luigi Masi⁠(d) vicepreședinți, s-a întrunit la 5 februarie și a votat proclamarea Republicii la 9 februarie, după trei luni de negocieri (120 de deputați pentru, 9 împotrivă, 14 abțineri, Mamiani s-a opus). A fost „decretul fundamental” (decreto fondamentale) care stabilea:
| - Art. 1 - Il Papato è decaduto di fatto e di diritto dal temporal governo dello Stato Romano. - Art. 2. Il Pontefice romano avrà tutte le guarentigie necessarie per la indipendenza nell’esercizio della sua potestà spirituale - Art. 3. La forma del governo dello Stato Romano sarà la democrazia pura, e prenderà il glorioso nome di Repubblica Romana. - Art. 4. La Repubblica Romana avrà col resto d’Italia le relazioni che esige la nazionalità comune. Roma, 9 febbraio 1849, un’ora del mattino. Il présidente G. Galletti | - Art. 1 : Papa este de fapt și de drept decăzut din guvernul temporal al Statului Roman. - Art. 2 : Pontiful roman va avea toate garanțiile necesare pentru exercitarea puterii sale spirituale. - Art. 3 : Forma de guvernământ a Statului Roman va fi democrația pură și va lua numele glorios al Republicii Romane. - Art. 4 : Republica Romană va avea împreună cu restul Italiei relațiile pe care le cere naționalitatea comună. Roma, 9 februarie 1849, ora unu dimineața, președintele G. Galletti |

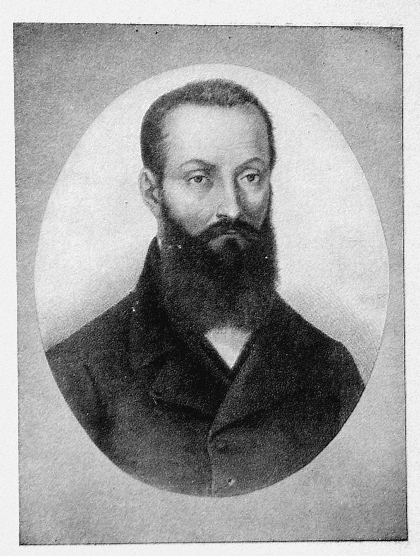
Portretul lui Giuseppe Galletti.

La 14 februarie, guvernul roman era compus din următorii miniștri: prim-ministru și ministru al instrucțiunii publice, Carlo Emanuele Muzzarelli; la interne, Aurelio Saffi⁠(d); la externe, Carlo Rusconi; la justiție, Giovita Lazzarini⁠(it)[traduceți]; la finanțe, Ignazio Guiccioli⁠(it)[traduceți]; la război, Pompeo di Campello⁠(d); la lucrări publice, Pietro Sterbini.
La 16 februarie, adunarea a înființat o magistratură supremă care să guverneze statul cu numele de „comitetul executiv” (Comitato Esecutivo), alcătuit din Carlo Armellini⁠(d), Mattia Montecchi⁠(it)[traduceți] și Aurelio Saliceti. Drapelul adoptat a fost tricolorul italian cu vulturul roman pe catarg. Primele măsuri au fost confiscarea proprietăților bisericești (21 februarie), abolirea tribunalului Sfântului Oficiu (28 februarie) și cenzurarea presei, instaurarea stării civile și a căsătoriei civile.
 

Într-o intervenție pe 8 martie, Lamartine apăra Republica Romană și se opunea puterii temporale a papalității, susținând calea diplomatică pentru ceea ce a devenit „chestiunea romană”. Republica romană a fost întâmpinată și de constituenții francezi:
| “ | Cetățeni, democrația franceză vine să salute în voi, cu entuziasm, Republica fondată glorios pe malurile Tibrului. Cinste poporului roman! Istoria va admira măreția operei sale […] TRĂIASCĂ REPUBLICA ROMANĂ – TRĂIASCĂ REPUBLICA ITALIANĂ | ” |

## Consecințele proclamării Republicii Romane

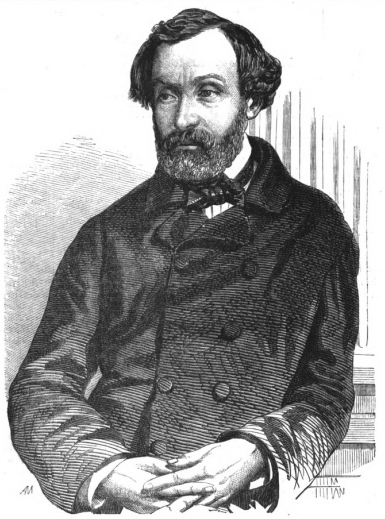
Portretul lui Giuseppe Montanelli.

Prim-ministrul toscan Montanelli⁠(d), aflând că primii o sută de aleși în alegerile romane vor fi reprezentanți în Constituanta italiană, i-a cerut marelui duce alegerea a 37 de deputați pentru trimiterea la această viitoare adunare. El a obținut aprobarea propunerii de către Parlament, dar semnătura marelui duce a lipsit. Într-adevăr, la 30 ianuarie Leopold al II-lea a părăsit Florența pentru Siena, de unde s-a îmbarcat către Gaeta și s-a pus sub protecția lui Ferdinand al II-lea al celor Două Sicilii. La 8 februarie, s-a format un guvern provizoriu, alcătuit din Mazzoni⁠(d), Montanelli, democrat național și Guerrazzi⁠(d), democrat. Ultimii doi au intrat rapid în opoziție reciprocă. Mazzini, prezent la Florența, a insistat să se proclame republica și unirea cu cea a Romei, poziție împărtășită de Montanelli.
 

La 18 februarie, secretarul de stat al lui Pius al IX-lea, cardinalul Antonelli⁠(d), a trimis o notă diplomatică Austriei, Franței, Regatului celor Două Sicilii și Spaniei: 
„După ce a folosit toate mijloacele care îi stau la dispoziție, presat de datoria pe care o are față de lumea catolică de a păstra integritatea patrimoniului Bisericii și suveranitatea care îl însoțește drept conducător suprem al Bisericii însăși, Sfântul Părinte…se adresează din nou acelor puteri și în special celor catolice… cu certitudinea că ele vor fi de acord cu fiecare solicitare… devenind astfel merituoase față de ordinea publică și Credință.”
Sub acoperirea Congresului de la Viena, Austria și-a permis să intervină, dar Franța nu dorea ca Viena să aibă un ascendent prea mare în peninsulă. Regatul Unit era și el preocupat de un anumit echilibru în Europa mediteraneană.
Ajunit la Gaeta pe 21 februarie, Leopold al II-lea a acceptat ofertele de protecție de la vărul său, împăratul austriac Franz Joseph.
Mazzini era încă în Florența, la 25 februarie, când i s-a acordat cetățenia romană. El a spus, după proclamarea Republicii Romane, că „douăzeci de ani de exil au fost în sfârșit răsplătiți”, înainte de a porni spre Roma, unde a ajuns la 5 martie.
La 12 martie, în Toscana au avut loc alegerile pentru deputați. La 25 martie, Montanelli a propus din nou unirea Toscanei cu Roma. În 27 martie, deputații l-au numit dictator pe avocatul Guerrazzi și apoi au aprobat propunerea sa de suspendare a proclamării Republicii și a unirii cu Roma. Din cauza ostilității moderaților lui Guerrazzi, au izbucnit conflicte și, pe 12 aprilie, municipalitatea, susținută de ei, a profitat de situație pentru a dizolva adunarea și a forma un nou guvern. Acesta a fost răsturnat de sosirea trupelor austriece care și-au început campania de recucerire pe 26 aprilie și, la 28 iulie 1849, Leopold și-a recăpătat tronul și a suspendat constituția.

## Înfrângerea Regatului Sardiniei
Pe 18 februarie, Joseph Radetzky a trimis din Verona o mică expediție de 6.000 de oameni pentru a invada Statele Papale, dar s-a limitat să ocupe Ferrara în așteptarea evenimentelor. Represiunea împotriva Republicii Romane și a Republicii Toscana necesitau o importantă expediție militară pe care nici Austria, nici Regatul Sardiniei nu își puteau permite să o organizeze din cauza armistițiului lui Salasco⁠(d), știut ca fiind provizoriu. Vincenzo Gioberti⁠(d), șeful guvernului Sardiniei, dorea să restaureze conducătorii legitimi din Toscana și Roma, spre deosebire de rege și de alți membri ai guvernului, și a demisionat.
Ostilitățile s-au reluat la 12 martie, când Raffaele Cadorna⁠(d), trimis de Carol Albert, i-a comunicat lui Radetzky denunțarea armistițiului lui Salasco. Războiul austro-sard s-a terminat rapid, în 22–23 martie, cu înfrângerea de la Novara⁠(d) și cu armistițiul de la Vignale⁠(d) din 24 martie. Noul suveran sard, Victor Emmanuel al II-lea, a trebuit să se concentreze asupra situației politice interne a regatului său, care era haotică.

## Formarea triumviratului

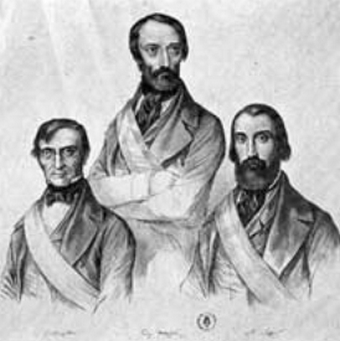
Triumviratul compus din Carlo Armellini, Giuseppe Mazzini și Aurelio Saffi.

În primul său discurs în fața adunării, Mazzini, care avea permanent ca scop unificarea Italiei, a aprobat o propunere de unire cu Toscana, iar apoi, pe 15 martie, a propus alegeri pentru formarea unei viitoare adunări constituante italiene. O comisie de război a fost numită sub responsabilitatea lui Carlo Pisacane⁠(d) și pe 21 martie, a fost adoptată o hotărâre de a trimite 10.000 de oameni pentru a sprijini Piemontul.
La 29 martie, din cauza dezastrului de la Novara, comisia de guvernământ a fost înlocuită de un triumvirat care a purtat denumirea de „Guvern provizoriu” și a primit „puteri nelimitate pentru războiul de independență și apărarea Republicii”. El a fost alcătuit din Aurelio Saffi⁠(d), deputat de Forlì; Carlo Armellini⁠(d), deputat de Roma, și Giuseppe Mazzini, deputat ales în colegiile din Ferrara și Roma, cu 93, 123 și, respectiv, 132 de voturi. Triumviratul a fost condus în mare parte de Mazzini din cauza prestigiului și a personalității sale. El a încercat frecvent să dirijeze activitatea Adunării Constituante, dar triumviratul s-a dovedit lipsit de experiență.
Guvernul din 2 aprilie a fost alcătuit din Rusconi la externe, Carlo Berti Pichat⁠(it)[traduceți] la interne, Sturbinetti la educație publică, Manzoni în finanțe, Lazzarini la justiție și Montecchi la lucrări publice. Ministerul de război a fost încredințat unei comisii.
Guvernul roman și-a continuat reformele. La 14 aprilie, el a abolit impozitul pe sare și a votat reforma agrară. Pe 15 aprilie, el a hotărât să împartă moșiile ecleziastice în loturi pentru familiile cele mai sărace.

## Expediția franceză

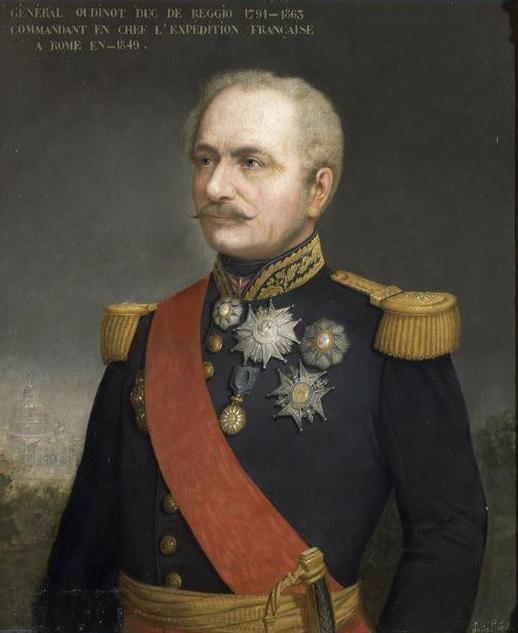
, comandantul expediției la Roma din 1849.

Pe 16 aprilie, Adunarea Națională franceză a votat să trimită o expediție militară pentru a-i proteja pe insurgenții republicani romani împotriva pretențiilor papale și împotriva dominației austriece. Ea a fost însoțită de votul unui credit de 1.200.000 de franci pentru cheltuielile primelor trei luni de operațiuni în ciuda opoziției socialiștilor în frunde de Ledru-Rollin.
Expediția franceză a fost susținută și de președintele Ludovic-Napoleon Bonaparte, și de Odilon Barrot⁠(d), liderul Partidului Ordinii. A fost vorba de a se da garanții Partidului Ordinii și catolicilor, în frunte cu Montalembert⁠(d), care asiguraseră succesul candidaturii lui Bonaparte la alegerile prezidențiale. Pe de altă parte, Franța avea interese financiare în fostul Stat Papal, pe care dorea să le protejeze.
Majoritatea ziarelor franceze au fost ostile unei intervenții republicane destinate să sprijine revoluționarii romani.
La 22 aprilie, corpul expediționar francez⁠(d), compus din 7.000 de oameni, a luat numele de Forța Expediționară a Mediteranei. El a fost condus de generalul Oudinot⁠(d), duce de Reggio, și s-a îmbarcat de la Toulon și Marsilia la bordul navelor comandate de amiralul François Thomas Tréhouart⁠(d). Corpul a fost format din trei brigăzi comandate de generalii Mollière⁠(d), Levaillant⁠(d) și Chadeysson. La 23 aprilie, în așteptarea sosirii francezilor, Garibaldi a fost numit general. După prezentarea intențiilor francezilor de către cei trei emisari francezi, La Tour d'Auvergne, Espivent de la Villeboisnet și Durand de Villers⁠(d), în fața autorităților orașului Civitavecchia, corpul a debarcat pe 25 aprilie.
Printr-o declarație afișată pe zidurile orașului, guvernul declara că „Guvernul Republicii Franceze, animat de intenții liberale, declară că dorește să respecte vocea majorității populației romane, venind doar ca prieten, în scopul de a-și menține influența legitimă, și hotărăște să nu impună populației nicio formă de guvernământ pe care aceasta nu o dorește.” Cu toate acestea, populația i-a primit pe francezi cu ostilitate. Trimișii lui Oudinot la triumvirat au declarat că ocupația urmărește să împiedice intervenția Austriei, Spaniei și Neapolelui și să se asigure de sentimentele precise ale populației cu privire la forma de guvernare și că încearcă să aducă o reconciliere între Pius al IX-lea și romani.
Mazzini a mulțumit Franței pentru disponibilitatea sa de a apăra republica, dar a obiectat că debarcarea trupelor, fără o cerere din partea lui, nu poate fi considerată o misiune de protecție. La întrunirea ședinței, Adunarea romană s-a confruntat cu o alternativă: protestul și lupta armată sau protestul pașnic. Adunarea încredințează triumviratului sarcina de a „salva Republica și de a răspunde forței cu forță”.
 

Pe 27 aprilie, s-au dau ordine pentru a proteja Roma, legiunii italiene a lui Garibaldi⁠(it)[traduceți] i s-a permis să pătrundă în timp ce Oudinot a decretat legea marțială, a dezarmat garnizoana de la Civitavecchia și s-a hotărât să pornească spre Orașul Etern: 
| “ | Soldați ! Cunoașteți evenimentele care v-au trimis în Statele Romane. Abia urcat pe tronul pontifical, generosul Pius al IX-lea înțelesese interesul popoarelor lui de a-și lua aproape inițiativa reformelor liberale. Dar un Partid Separat care a adus nefericire în toată Italia, s-a înarmat în Roma la umbra libertății. Suveranul Pontif a trebuit să se exileze în urma unei răzmerițe izbucnite prin asasinatul nepedepsit și chiar lăudat al prim-ministrului său. Sub auspiciile lui și cu concursul celei mai mari părți a alegătorilor s-a fondat Republica Romană, a cărei existență nu a fost recunoscută de niciun guvern al Europei. Totuși, încă de când am sosit eu, am făcut apel la oamenii din toate părțile, în speranța de a-i aduce împreună într-o supunere comună jurământului național. Fantoma guvernului cu sediul la Roma răspunde prin bravade ingrate cuvintelor mele împăciuitoare! Soldați! Să acceptăm provocarea: să mergem la Roma! Nu vom găsi ca dușmani nici populația, nici soldații romani; și unii și alții ne consideră eliberatori! ... Avem de luptat doar cu refugiați din toate națiunile care oprimă această țară după ce, în țările lor, au compromis cauza libertății. | ” |

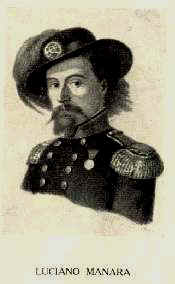
Luciano Manara îmbrăcat ca bersaglier lombard.

La 27 aprilie, două bărci de la Chiavari, Colombo și Giulio II, au ajuns în portul Civitavecchia. La bordul lor se aflau 600 de bersaglieri⁠(d) din divizia Lombarda care a fost dizolvată din armata sardă. Această divizie fusese înființată în timpul campaniei din 1848 cu recruți și voluntari din provinciile eliberate din Regatul Lombardia-Veneția. 600 de bersaglieri reprezintă o forță importantă comandată de un om cu o personalitate deosebită, comandantul Luciano Manara⁠(d). Ajunși la Civitavecchia, ei au fost surprinși de prezența trupelor franceze ale lui Oudinot care încercau să le împiedice debarcarea. Aceștia au continuat să ajungă la Porto d'Anzio, unde au debarcat în aceeași zi. Aceștia au ajuns la 28 aprilie, în marș forțat, la Roma, unde aveau să contribuie în mod semnificativ la apărarea Republicii.
Pe 29 aprilie, 5.800 de francezi, cu provizii pentru trei zile, au pornit în marș spre Roma,, convinși că vor întâmpina doar o rezistență slabă.

### Eșecul asaltului francez la Roma pe 30 aprilie
La 30 aprilie, forța expediționară franceză⁠(d) s-a prezentat cu 5.000 de soldați împărțiți între Porta Cavalleggeri⁠(d) și Porta Angelica⁠(en)[traduceți], după ce voiseră să treacă prin Porta Pertusa⁠(it)[traduceți], condamnată de ani de zile. Ei au încercat să escaladeze pereții și au fost respinși de aproximativ 10.000 de soldați ai Republicii Romane prezenți în oraș (armata cuprindea 18.000 de oameni). În timpul acestor bătălii care a ținut până seara, s-a remarcat Garibaldi, cu cei 2.500 de oameni (plus 1.800 de rezerviști). Ieșit pe poarta San Pancrazio⁠(d) cu batalionul său universitar și cu Legiunea italiană, el i-a surprins pe atacatori din spate la Villa Doria Pamphili⁠(d) și i-a atacat cu baioneta, punându-i pe fugă. Seara, Oudinot a ordonat retragerea la Civitavecchia, lăsând în urmă mai mult de 500 de morți și 365 de prizonieri. Apărătorii au pierdut 200 de oameni. Generalul Vaillant vorbește despre 80 de morți, 250 de răniți și 250 de prizonieri din tabăra franceză.
La sfârșitul zilei, republica a obținut un triumf, a dovedit atașamentul populației, și armatei, iar Cernuschi⁠(d) spunea ironic că „ieri a început intrarea francezilor în Roma. Au intrat pe poarta San Pancrazio, în calitate de prizonieri”.
  

Mazzini i-a interzis lui Garibaldi să urmărească trupele franceze, din dorința de a evita o înfrângere umilitoare și în speranța că deputații francezi democrați vor putea să acționeze împotriva guvernului lor. O astfel de alegere avea ulterior să fie criticată pe scară largă în lumina evenimentelor care au urmat. La 7 mai triumviratul a emis un decret de natură să demonstreze francezilor că deplânge lupta dureroasă care a avut loc între trupele celor două republici. Acest decret este astfel conceput:
„Considerând că între poporul francez și Roma nu poate exista stare de război; că Roma își apără prin drept și datorie propria inviolabilitate, dar că poporul roman nu pune responsabilitatea unui guvern înșelat pe umerii soldaților care nu au făcut decât să respecte ordinele, triumviratul decretează: francezii făcuți prizonieri în ziua de 30 aprilie sunt liberi, poporul roman îi va saluta printr-o demonstrație frățească la amiază pe bravii Republicii Franceze. Roma, 7 mai 1849”

Oudinot a eliberat în schimb un batalion de bersaglieri⁠(d) capturat la Civitavecchia și pe capelanul trupelor lui Garibaldi, părintele Ugo Bassi⁠(d).

### Armistițiul cu Franța
Informat de evenimente, Ludovic-Napoleon, președintele Republicii Franceze, nu a ezitat: după 7 mai a aprobat toate cererile de întăriri solicitate de Oudinot: 
| “ | Noua telegramă care anunță rezistența neprevăzută pe care ați întâmpinat-o sub zidurile Romei m-a întristat mult. Speram, știți bine, că locuitorii Romei, deschizând ochii spre dovezi, să primească cu bucurie o armată care venea să înfăptuiască la ei o misiune binevoitoare și dezinteresată. Nu a fost așa; soldații noștri au fost primiți ca dușmani: onoarea noastră militară a fost știrbită; și eu nu admit ca ea să fie cumva atinsă. Nu veți duce lipsă de întăriri. Spuneți soldaților voștri că apreciez curajul lor, că le împărtășesc suferințele, și că pot oricând să conteze pe sprijinul și pe recunoștința mea. Primiți, dragă domnule general, asigurarea înaltei mele stime. | ” |

 Pe 9 mai, de la Toulon, un nou ambasador plenipotențiar, baronul de Lesseps, s-a angajat să negocieze un acord amiabil între Pius al IX-lea și revoluționari. Era nevoie de decizii luate rapid din cauza apropierii alegerilor parlamentare franceze⁠(d) programate pentru 13 mai: restaurarea Papei era una dintre temele de dezbatere, iar majoritatea alegătorilor erau în favoarea restaurării. Dacă exista vreo îndoială, ea a fost eliminată de rezultatele alegerilor care au dat candidaților monarhiști și moderați o majoritate de 450 de locuri din 790, retrogradându-i pe democrați (ca Alexandre Ledru-Rollin) la rolul de spectator.
Pe lângă necesitățile electorale, Ludovic-Napoleon dorea să acționeze rapid din cauza atitudinii celorlalte puteri care intenționau să-și exercite influența asupra peninsulei. Deja în 1831, după intervenția Austriei în Romagna, Franța monarhiei din iulie trimisese o forță expediționară pentru a ocupa Ancona, pentru a-și afirma „dreptul de inspecție” asupra afacerilor Italiene⁠(d) și Ludovic-Napoleon nu putea face mai puțin decât „regele burghez” Ludovic-Filip.

### Republica încercuită
Republica Romană tocmai scăpase de amenințarea trupelor franceze, dar armatele străine au încearcat simultan, dar necoordonat, să răstoarne republica pentru a-și aroga meritele.

#### Invazia austriacă

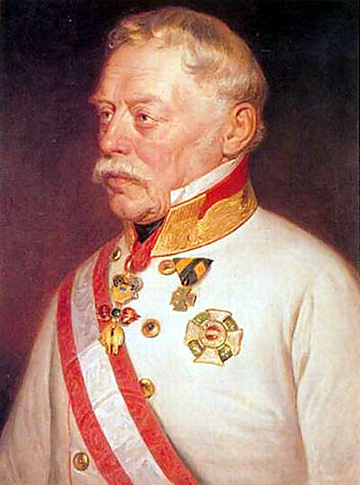
Portretul feldmareșalului Johann Josef Wenzel conte Radetzky von Radetz, circa 1850

Odată cu sfârșitul războiului austro-sard, Austria avea acum mijloacele militare și ocupația Marelui Ducat al Toscanei era necesară pentru ca austriecii să-și restabilească influența în centrul Italiei, în special din cauza debarcării forței expeditoare franceze trimise de Ludovic-Napoleon, pentru a reprima Republica Romană. În paralel cu acțiunile lui d'Aspre, generalul Wimpffen⁠(d) a ajuns la porțile Bolognei. Aceasta avea două avantaje importante față de Welden⁠(d): în primul rând, el nu mai era un invadator, ci venea în numele „Regelui Papă⁠(d)”  și, în al doilea rând, corpul de expediție era compus din 16.000 de oameni, întrucât Radetzky nu mai are nevoie să mențină trupe mari la granița de pe Ticino. Asaltul asupra orașului, apărat de mai puțin de 4.000 de oameni, a început la 8 mai. La 14 mai, Wimpffen⁠(d) a primit întăririle aduse de Gorzkowski⁠(d) care au sosit din Mantova cu artilerie. Pe 15 mai, orașul a fost bombardat și a doua zi a capitulat. Wimpffen a continuat spre Ancona unde a ajuns la 25 mai. Orașul era o cetate comandată de Tito Livio Zambeccari⁠(d) și apărată doar de 4.000 de soldați. Atacul pe uscat și pe mare a început la 27 mai. Pe 6 iunie, Wimpffen a primit de la Gorzkowski 5000 de toscani trimiși de Leopold al II-lea și comandați de Liechtenstein. La 17 iunie, după două săptămâni de bombardament, Zambeccari a acceptat propunerea de capitulare a lui Wimpffen, care a fost semnată la 19 iunie. Pe 21 iunie, cetatea și redutele ei au trecut în mâinile austriecilor.

#### Invazia napolitană
Mai exista un competitor: Ferdinand al II-lea, regele celor Două Sicilii. În lunile anterioare, el a reusit să înăbușe insurgența siciliană (5 mai 1848) și să suprime libertatea constituțională prin dizolvarea Camerei de la Napoli (14 iunie 1848 și 12 martie 1849). Regele Neapolelui se putea baza, de asemenea, pe prestigiul adus de ospitalitatea pe care a oferit-o din 25 noiembrie 1848 papei Pius al IX-lea în cetatea Gaeta. Ferdinand s-a hotărât să facă încercarea și a încredințat invazia Republicii Romane generalului Winspeare⁠(d) în fruntea unei forțe expediționare de între 10 și 12.000 de oameni.
Pe 9 mai, cu 5.000 de oameni, generalul Ferdinando Lanza⁠(d), care dorea să cucerească Palestrina, s-a ciocnit cu cei 2.300 de soldați ai lui Garibaldi și ai șefului său de stat major, Luciano Manara⁠(d), comandantul bersaglierilor lombarzi, care au contraatacat și l-au obligat pe Lanza să fugă. Această luptă, deși nesemnificativă din punct de vedere militar, a contribuit la moralul luptătorilor republicani. Rechemat de Mazzini din cauza temerii de un nou atac al trupelor franceze, Garibaldi s-a întors la Roma.
Pe 13 mai, Garibaldi și Roselli⁠(d) au fost numiți generali de divizie și ambii s-au angajat în luptă împotriva bourbonilor. Roselli a preluat comanda armatei romane și Garibaldi pe cea a corpului de luptă. Și-a mutat oamenii la Velletri unde se aflau bourbonii. Lanza, căruia între timp i se alăturase Ferdinand al II-lea, s-a confruntat cu o nouă luptă și a preferat să se retragă în Terracina cu cei 12.000 de oameni. Garibaldi credea că îl va opri cu cei 2.000 de oameni și l-a atacat. Disproporția forțelor a fost prea mare și atacul a fost respins de armata Bourbonilor, care și-a oprit retragerea. De aceea, Garibaldi a fost puternic criticat de Roselli.
La 22 mai, Roselli s-a întors la Roma, unde a fost primit cu entuziasm, în timp ce Garibaldi, cu autorizarea triumviratului, a intrat în Rocca d'Arce. Manara a intrat la 24 mai în Fosinone, și la 25 mai în Ripi, pentru a răscula populația împotriva generalului Carlo Zucchi⁠(en)[traduceți], ultimul ministru de război al lui Pius al IX-lea. În timpul retragerii napolitanilor, rezistența consta doar din grupuri de țărani, organizate rapid de Zucchi. Garibaldi a fost rechemat pe 27 mai la Roma, unde a ajuns la 1 iunie.

#### Expediția spaniolă
O forță expediționară spaniolă, compusă din 9.000 de oameni comandați de Fernandez de Cordoba,⁠(d) a sosit în Gaeta în preajma lui 29 mai. Ea a fost trecută în revistă și binecuvântată de Pius al IX-lea și apoi a plecat spre Terracina după plecarea lui Roselli. Spaniolii nu s-au îndreptat spre Roma, ci au mers spre Umbria, pe care austriecii nu o ocupaseră. Au stat acolo până la sfârșitul anului. Evident, Parisul nu dorește prezența lor la Roma în așteptarea următoarei bătălii.

### Misiunea diplomatică a lui Lesseps
Sosirea lui Ferdinand de Lesseps a permis negocierea unui armistițiu de douăzeci de zile, între 17 mai și 4 iunie.Giuseppe Mazzini și Ferdinand de Lesseps au încercat apoi să ajungă la un acord mai durabil. Aceștia au căzut de acord la 31 mai  și au scris textul unui tratat:
| - Art. 1. l'appoggio della Francia è assicurato alle Popolazioni degli Stati Romani : queste considerano l'esercito Francese come un esercito amico che viene per concorrere alla difesa del loro territorio. - Art. 2. D'accordo col Governo romano, e senza immischiarsi per nulla nell'amministrazione del paese, l'esercito Francese prenderà gli accampamenti esterni, tanto per la difesa del paese che per la salubrità delle truppe. Le comunicazioni saranno libere. - Art. 3. La Repubblica Francese assicura da qualunque invasione straniera i territorii occupati dalle sue truppe. - Art. 4. S'intende che la presente convenzione dovrà essere sottomessa alla ratificazione della Repubblica Francese. - Art. 5. In nessun caso gli effetti della presente convenzione non potranno cessare che quindici giorni dopo la comunicazione ufficiale della non ratificazione. | - Art. 1. Sprijinul Franței este asigurat populațiilor Statelor Romane. Ele consideră armata franceză drept o armată prietenoasă care contribuie la apărarea teritoriilor lor - Art. 2. În acord cu guvernul roman și fără a interveni în administrarea țării, armata franceză își va pune tabăra în afara orașului pentru a fi disponibilă pentru apărarea țării și pentru salubritatea trupelor. Comunicațiile vor fi libere. - Art. 3. Republica Franceză garantează, împotriva oricărei invazii străine, teritoriul ocupat de trupele sale. - Art. 4. Este necesar ca prezenta Convenție să fie supusă ratificării de către Guvernul Republicii Franceze. - Art. 5. Efectele prezentei convenții nu vor înceta până la 15 zile de la comunicarea oficială a neratificării, indiferent de circumstanțe. |

Între timp, de partea franceză, pregătirile militare au început cu debarcarea de noi trupe și dezvoltarea infrastructurilor de către geniști.

### Denunțarea tratatului
După alegerile din mai, Ludovic-Napoleon l-a numit din nou pe Odilon Barrot în fruntea unui al doilea guvern⁠(d), din care făcea parte și Alexis de Tocqueville, numit ministru de externe. Noua adunare a refuzat să ratifice armistițiul și acordul negociat de către Lesseps. Ludovic-Napoleon era hotărât să obțină rezultatul maxim și să-și consolideze autoritatea spălând rușinea înfrângerii din 30 aprilie. La 29 mai, el a trimis două scrisori: una lui Oudinot, ordonându-i să asedieze orașul și unul lui Lesseps, prin care îl obliga să își considere misiunea încheiată și să se întoarcă în Franța. Lesseps a demisionat din serviciul diplomatic. El a fost apoi acuzat de colaborare cu inamicul și avea să fie apărat în Cameră de către Ledru-Rollin, după ce a fost trimis de Adunarea majoritar conservatoare sub jurisdicția Consiliului de Stat, care îl acuza că ar fi recunoscut guvernului roman drept 
„autoritate morală, nu doar autoritate de fapt”
 . El a scris un memoriu care au fost făcut public în iulie 1849.
Astfel, abia informat cu privire la acordurile din 31 mai, Oudinot a repudiat termenii negociați de Lesseps și și-a informat ofițerii în acest sens. A adunat 30.000 de oameni și mijloace puternice de asalt. A denunțat armistițiul cu Roselli la 1 iunie, cu efect din 4 iunie, ceea ce a anunțat reluarea luptelor.

### Declarația de reluare a ostilităților
- Brigada 1 (comandant Garibaldi)

Legiunea italiană ( 1.300 de oameni ) Regimentul veteranilor (600) Batalionul financiar (250)  
Batalion studenți (300)  Batalionul emigranți (300) 
- Brigada 2 (comandant Masi)

regimentele 1, 2, 3, 5, 6 și 8 ale infanteriei de linie pontificale (1.700 de oameni) Batalionul Gărzile Naționale (aproximativ 1.000 de oameni ) 
- Brigada 3 cavalerie (sub comanda lui Savini)

Regimentul dragpni papali (304)  </br> Escadrila de carabinieri călare (61) 
- Brigada 4 (sub comanda lui Galletti[e])

Batalionul Bersaglieri Lombarzi (300 de oameni, comandați de Manara) Batalionul de carabinieri (450) Batalionul pontifical de artilerie (505) Batalionul pontifical de geniu (450) 
 La soldații învinși în 30 aprilie se adaugă 24.000 de oameni și 75 de tunuri, un total de 30.000 de oameni care corespunde cu numărul angajat de Carol Albert în prima fază a primului război de independență italian. Trupele au fost organizate în trei divizii comandate de generalii Guesviller⁠(d), Angely și Rostolan⁠(d).
Pentru guvernul roman, se punea problema cum să apere Roma. Garibaldi și Pisacane au propus să se ducă lupte în afara Romei, în timp ce Mazzini, conștient că situația este pierdută, a ales să-și mențină trupele în Roma pentru a consacra eroismul și sacrificiul orașului etern.
Oudinot a ordonat deplasarea trupelor care au ocupat în noaptea de 2 spre 3 iunie Villa Pamphili, cu o zi înainte, contrar angajamentului luat.

### Asediul Romei

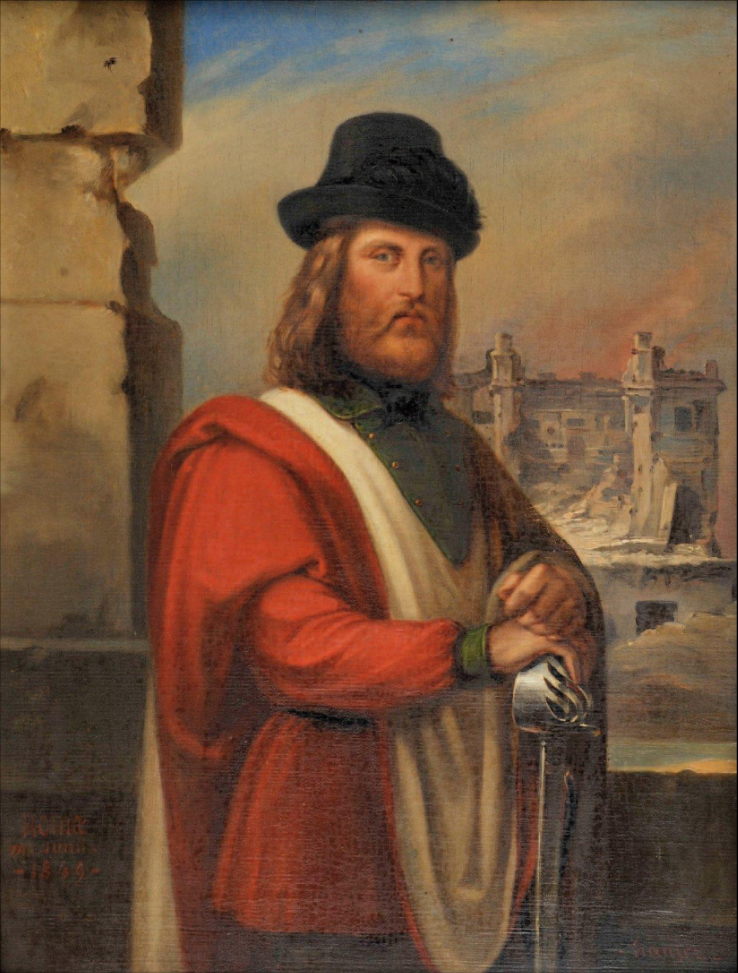
Portret al lui Garibaldi în 1849 realizat de Rudolf Eduard Hauser.

Francezii au revenit la zidul de incintă și l-au aruncat în aer. Cei 400 de apărători a fost capturați în somn sau au fugit către vila Corsini și mănăstirea San Pancrazio, care sunt puncte-cheie ale Romei. Cu ajutorul artileriei, ambele obiective au fost cucerite de infanteria franceză. Ziua a continuat într-o serie de contraatacuri. Garibaldi a atacat prin poarta San Pancrazio,⁠(d) ale cărei străzi adiacente, prea mici, nu permiteau un atac masiv. Unele faze ale luptelor s-au desfășurat în luptă la baionetă. Alte lupte au pornit spre villa del Vascello⁠(it)[traduceți] și au durat toată ziua împotriva trupelor franceze bine comandate, în superioritate numerică și de echipamente. Pe Janiculum⁠(d), trupele romane au atacat în valuri, mai întâi cele ale lui Garibaldi, trei ore mai târziu cele ale lui Manara, trei ore mai târziu cele ale lui Medici. Lui Garibaldi i s-a reproșat această succesiune de atacuri necontrolate de el, trupele trebuind să se regrupeze de fiecare dată. Pe măsură ce cădea noaptea, Villa Corsini și Villa Valentini au căzut în mâinile atacatorilor. Din partea romană, au căzut 1.000 de morți din cei 6.000 de combatanți împotriva celor 16.000 de francezi.
La 4 iunie a început cu adevărat asediul. Statul major francez a decis să nu se lupte pe străzile orașului, întrucât trupele regulate suferiseră pierderi grele pe baricadele din Paris, Milano, Viena în timpul revoluțiilor din 1848. Scopul francezilor rămânea Janiculum, poarta San Pancrazio și poarta Portese, apărate de Garibaldi. În exterior, 300 de apărători comandați de Giacomo Medici⁠(d) ocupaseră Villa Vascello. O ieșire s-a soldat cu un eșec la 10 iunie. Bombardarea orașului a început pe 13 iunie.
 

În Franța, repercusiunile acestei expediții militare au atins apogeul în aceeași zi⁠(d) când, după votul adunării care a aprobat întărirea creditelor financiare pentru expediția militară împotriva Republicii Romane, un grup de deputați democrat-socialiști⁠(d) sub conducerea lui Alexandre Ledru-Rollin, a cerut punerea sub acuzare a președintelui Republicii și a premierului Odilon Barrot, pe care îi acuza de încălcarea articolului 5 din preambulul constituției Republicii:
„să respecte naționalitățile străine, așa cum așteaptă să fie respectată și a sa; să nu întreprindă niciun război în scop de cucerire, să nu folosească niciodată forțele împotriva libertății vreunui popor”
 . Demonstrația republicană de pe bulevardele principale ale Parisului a fost dispersată de către trupele generalului Changarnier, mai mulți deputați republicani baricadându-se apoi în Conservatorul Național de Arte și Meserii, unde au hotărât să se întrunească în convenție pentru a stabili un guvern provizoriu. După trei sferturi de oră, ei au fost însă forțați să fugă. Eșecul acestei zile de demonstrații a dus la noi măsuri de represiune, care au completat dezorganizarea extremei stângi. Șase ziare au fost desființate, iar la 19 iunie Adunarea a adoptat o lege privind cluburile, care permitea guvernului să suspende libertatea de asociere timp de un an. La 27 iulie, a fost votată o lege complementară privind presa. Liderii republicani implicați în ziua de 13 iunie au fost deferiți Înaltei Curți de Justiție de la Versailles⁠(d). Din cei 67 de inculpați, inclusiv 16 deputați, urmăriți pentru 
„participarea la complot având ca scop: distrugerea sau schimbarea formei de guvernământ și incitarea la război civil, înarmând sau instigând cetățenii să se înarmeze unii împotriva altora”
, doar 31 erau prezenți. Cei 16 deputați au fost demiși din funcție, în timp ce Ledru Rollin și 35 de inculpați absenți au fost condamnați în absență la deportare. . 
Noul ministru al afacerilor externe, Tocqueville, numit pe 2 iunie, a rămas surd la drama romană, care a devenit cel mai complicat subiect pe care a trebuit să îl trateze în timpul mandatului său. El l-a numit pe prietenul său Francisque de Corcelle⁠(d) ambasador la Roma, dar acesta s-a opus rapid din cauza complicației politice și diplomatice pe care o constituia afacerea.
Orașul Roma a fost bombardat până la 20 iunie. În noaptea de 21 spre 22 iunie, francezii au cucerit prima linie de apărare. Guvernul Republicii Romane a refuzat încă o dată să capituleze, Oudinot a reluat bombardamentele cu mai multă vehemență, de data aceasta direct asupra Romei pentru a forța triumviratul să se predea. După șase zile de bombardament, pe 26 iunie, un nou atac a fost ordonat pe punctul strategic de la Janiculum, Villa Vascello, dar a fost respins de Medici și de voluntarii săi. La 30 iunie, Oudinot a ordonat un atac general și a intrat în posesia zidului Aurelian⁠(d) care constituia a doua linie de apărare. Pe Janiculum, a avut loc ultima bătălie a Republicii Romane, Garibaldi a apărat Vascello, iar oamenii s-au luptat cu arme albe. Romanii au deplâns pierderea a 400 de oameni.

### Sfârșitul Republicii
În fața Adunării Constituante reunite, Mazzini a declarat că opțiunile erau capitularea totală, lupte de stradă în oraș cu toate consecințele dezastruoase pe care le poate provoca, sau plecarea armatei. Garibaldi, absent deoarece era pe front, a transmis că alesese a treia soluție și apoi, în timpul unui discurs adresat Adunării Constituante, s-a pronunțat pentru plecarea din Roma și a spus: 
„Unde vom fi noi, va fi și Roma.”
Dovunque saremo, colà sarà Roma.  . 

La puțin timp după miezul nopții de 1 iulie, Adunarea Constituantă a aprobat propunerea de capitulare care conține doar 
„Adunarea Constituantă romană încetează o apărare pe care o consideră imposibilă și rămâne la post. Triumviratul este însărcinat cu aplicarea prezentului decret”
 O delegație municipală a declanșat convorbiri despre condițiile de capitulare, convorbiri refuzate de Oudinot. Mazzini și triumviratul nu au acceptat capitularea și au demisionat. Ei au fost înlocuiți cu Aurelio Saliceti⁠(it)[traduceți]   , Allessandro Calandrelli⁠(it)[traduceți] și Livio Mariani⁠(it)[traduceți]. 

În aceeași zi, Garibaldi a ținut un discurs la Piața San Pietro: 
„Eu ies din Roma: cine dorește să continue războiul contra străinilor să vină cu mine… nu promit solde, nici încartiruire. Doar apă și pâine când voi avea de unde. Cine iubește patria mă urmează.”
El a stabilit reîntâlnirea în aceeași seară și a plecat pe poarta San Giovanni cu 4.700 de soldați salutați de mulțime. În același timp, capitularea necondiționată a fost acceptată de Adunarea Romană.
Pe 3 iulie la prânz, francezii au ocupat Trastevere, Castelul Sant'Angelo, Pincio⁠(d) și Porta del Popolo⁠(d) în timp ce Adunarea Constituantă a aprobat noua constituție. Oudinot a intrat abia seara doar cu 12.000 de soldați și a publicat un comunicat.  El a proclamat legea marțială, numindu-l pe Rostolan guvernator al Romei.. 

În după-amiaza zilei de 4 iulie, Giuseppe Galletti a citit Constituția oamenilor de pe balconul Palatului Campidoglio⁠(d). Seara, un batalion de vânători francezi a invitat Adunarea, a cărei vicepreședinție era asigurată de Charles-Lucien Bonaparte, unul dintre nepoții lui Napoleon I, să evacueze. Ea a formulat un protest oficial în limba franceză:
| “ | În numele lui Dumnezeu, în numele poporului Statelor Romane, care și-a ales liber reprezentanții, în numele articolului V al Constituției Republicii Franceze, Adunarea Constituantă Romană protestează în fața Italiei, în fața Franței, în fața lumii civilizate, împotriva invaziei violente a reședinței sale efectuate de trupele franceze la 4 iulie 1849, la orele 7 după-amiaza. | ” |

 A fost sfârșitul Republicii pentru care Mazzini a avut aceste cuvinte câțiva ani mai târziu:   
„Monarhiile pot capitula, republicile mor.”

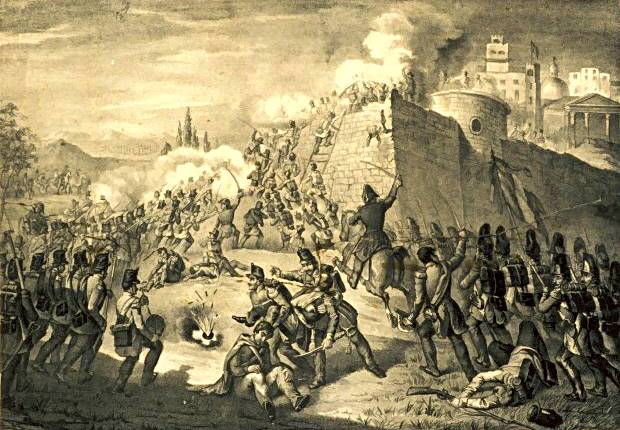
Asaltul francez.
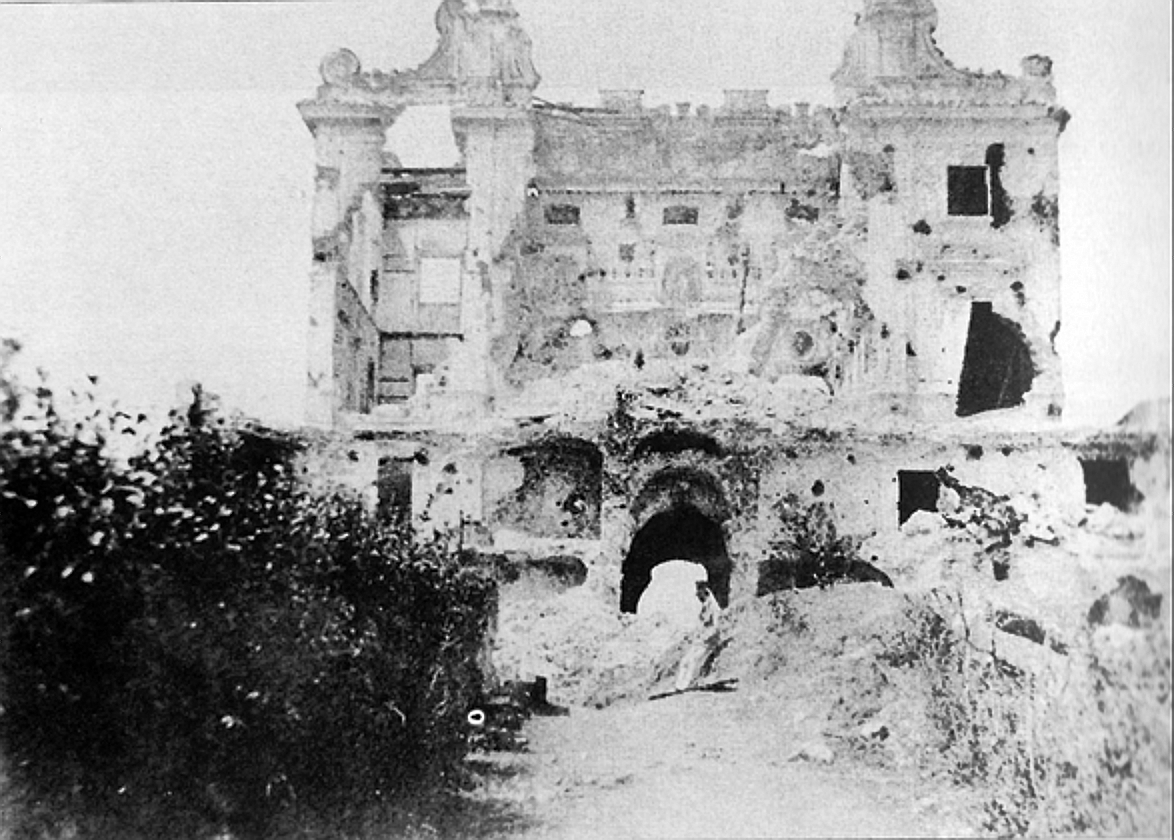
Un exemplu de amploare a bombardamentelor, Casino dei quattro venti .
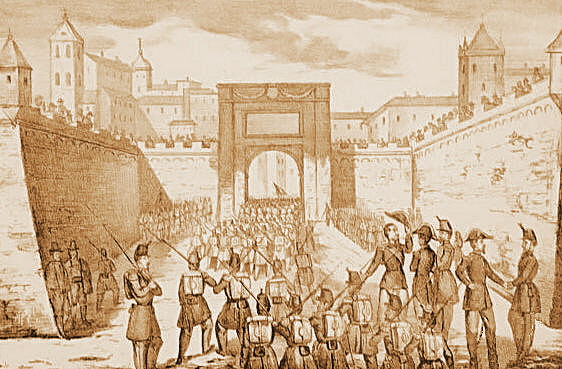
Intrarea francezilor în Roma.
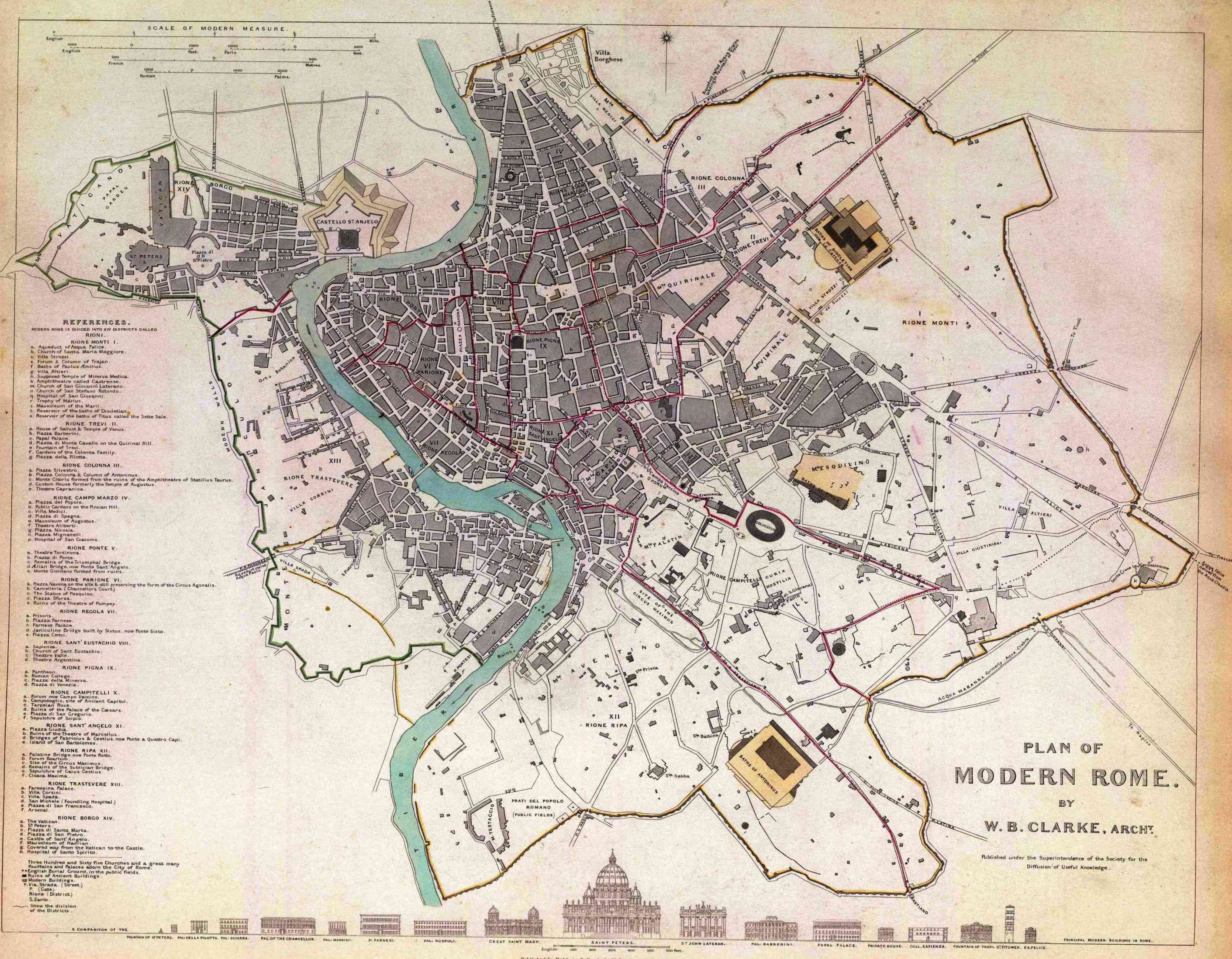
Planul Romei din 1830.

### Restaurarea puterii ecleziastice
Restaurarea a fost însoțită de o situație haotică, religioși și francezi fiind uciși. În timpul unei călătorii la Gaeta, Oudinot și-a exprimat în fața cardinalului Antonelli nerăbdarea pentru întoarcerea Papei. La 31 iulie, trei cardinali reacționari, numiți de Pius al IX-lea, Della Genga, Vannicelli și Altieri, porecliți „triumviratul roșu”, au luat locul triumviratului. Ei au primit de la Oudinot guvernul civil și, începând cu 2 august, au abrogat toate legile adoptate începând cu 16 noiembrie 1848.
Represiunea, pe care Massimo d'Azeglio a numit-o vendetta pretina(„Răzbunarea preoțească”), s-a abătut asupra republicanilor romani precum și asupra armatei și administrației. Potrivit registrelor Sacra Consulta, 2.000 de persoane au fost urmărite penal, dintre care 300 aparțineau claselor de mijloc sau superioare. Tocqueville l-a informat pe Corcelles că refuză ca armata să dețină rolul de poliție politică pentru puterea eclesiastică, ceea ce Oudinot a confirmat. Barrot și-a exprimat dezaprobarea și l-a acuzat în special pe Corcelles.
 

La cererea lui Tocqueville, Azeglio, prim-ministrul Regatului Sardiniei, a analizat situația după revenirea autorităților bisericești:
„Casta „Monseniorilor” actuali este formată din aventurieri obscuri (bineînțeles, cu câteva rare excepții), care nu țin cont de nimic, nu menajează nimic; care, considerând Statul ca o mină de exploatat, știu că trebuie să se grăbească. Pentru că eventualitatea morții Papei, deranjându-le toate pozițiile și toate planurile, face și mai aprigă lăcomia care se simte cu atât mai permanentă. „Monseniorii” în general, au prea puțină religie.”
Spre deosebire de francezi, austriecii au pus în aplicare o represiune acerbă ducând până la execuții sumare.
 

La mijlocul lui august, Oudinot a fost înlocuit de locotenent-colonelul Edgar Ney⁠(d), un prieten apropiat al lui Ludovic-Napoleon, care i-a trimis o scrisoare care îi amintea misiunea expediției și, în special, modul în care înțelege el restabilirea statului: 
| “ | Republica Franceză nu a trimis o armată la Roma pentru a înăbuși libertatea italienilor, ci, dimpotrivă, pentru a o regla, pentru a o conserva împotriva propriilor excese, și pentru a-i da o bază solidă, readucând pe tronul pontifical pe principele care, el întâiul, s-a pus cu curaj în fruntea tuturor reformelor utile. Aflu cu tristețe că intențiile binevoitoare ale Sfântului Părinte, ca și acțiunile noastre proprii, au rămas sterile, în prezența pasiunilor și influențelor ostile. Se dorea ca revenirea Papei să aibă drept bază proscrierea tiraniei. Spuneți, din partea mea, generalului Rostolan că nu trebuie să permită ca la umbra drapelului tricolor să se comită nicio faptă care să poată denatura caracterul intervenției noastre. Rezum astfel reinstaurarea puterii temporale a Papei: amnistie generală, secularizarea administrației, cod napoleonian și guvern liberal. Am fost binecuvântat personal, citind proclamația celor trei cardinali, să văd că nu s-a spus niciun cuvânt despre Franța, și nici despre suferințele bravilor noștri soldați. Toată insulta adusă drapelului nostru mi s-a dus direct la inimă, și vă rog să faceți cunoscut că dacă Franța nu-și vinde serviciile, ea cere cel puțin să se știe sacrificiile și abnegația sa. Când armatele noastre vor face turul Europei, ele vor lăsa peste tot în urma lor distrugerea abuzurilor feudalismului și germenii libertății: nu se va spune că în 1849 o armată franceză a putut să acționeze într-un alt sens și să aducă alte rezultate. | ” |

 Scrisoarea a fost făcută publică, iar Pius al IX-lea a răspuns cu un motu proprio abia la 12 septembrie 1849 . A anunțat o amnistie, constituirea unui Consiliu de Stat și a unui consulat de stat pentru finanțe, ambele cu rol doar consultativ, precum și adunări alese, consilii comunale, pe care Barrot le-a prezentat Adunării, drept succese, conforme aspirațiilor lui Ludovic Napoleon. 

Puțini deputați au răspuns, iar Victor Hugo, pe de altă parte, a ținut un discurs în Adunare:
„Motu proprio; dacă doriți să acceptați Motu proprio, dezavuați scrisoarea. Aveți în fața dumneavoastră, de o parte, președintele Republicii reclamând libertatea poporului roman în numele marii națiuni care, de trei secole, răspândește lumina și gândirea lumii civilizate; îl aveți, de cealaltă parte, pe cardinalul Antonelli care refuză în numele guvernului clerical. Alegeți!… Nu este posibil ca această Franță să fi folosit unul din lucrurile pe care le are cele mai sfinte pe lume, drapelul său; ca ea să fi folosit ceea ce nu este cu nimic mai prejos sau mai puțin sfânt, responsabilitatea sa morală în fața natiunilor; să-și fi cheltuit banii, banii poporului care suferă; să fi vărsat, repet, gloriosul sânge al soldaților săi; să fi făcut toate astea degeaba!… Nu se poate, ar fi o rușine!”
La 31 octombrie, Barrot a fost înlocuit. Papa, între timp, s-a întors în Roma abia la 12 aprilie 1850.

## Urmările
Presa italiană și cea internațională au urmărit evenimentele și în special acțiunile lui Garibaldi. L'Illustration a descris prin litografii fiecare etapă a operațiunii. În martie, proclamarea Republicii, în aprilie-mai, plecarea și debarcarea forței expediționare franceze și portretul lui Garibaldi cu titlul 
„Garibaldi, general roman”
. Ziarul britanic The Times a trimis și el un corespondent special, care nu-și ascundea admirația pentru Garibaldi. 

Această acoperire mediatică a conferit o mare importanță lui Garibaldi și Mazzini, în special în fața mișcărilor democratice și liberale din Europa și Statele Unite. Unii lideri romani, între care Mazzini, au beneficiat de mijloace diplomatice americane pentru a părăsi Roma. După acest angajament, George Sand și Louis Blanc i-au adus un omagiu. White scria: 
„Vouă italienilor, pe care democrația franceză vă numără printre eroii ei”
Pentru Mazzini, exilul a devenit definitiv, din aversiune față de Franța, el a ales Regatul Unit și s-a întors în Italia abia în pragul morții sale.
Pentru Italia, acest episod republican a dat naștere „chestiunii romane⁠(d)”, controversa politică referitoare la rolul Romei, sediul puterii temporale⁠(d) a papei, dar și capitala Regatului Italiei, precum și relațiile dificile dintre Statul italian și Biserică fiind reglementate abia prin acordurile de la Lateran, din 1929. 
Pentru Franța, papa a fost repus în prerogativele sale în contradicție cu voința romanilor și a italienilor împotriva cărora trupele franceze a trebuit să-l apere până în 1870. Ulterior, Napoleon al III-lea a susținut Regatul Sardiniei, al cărui obiectiv era cucerirea teritoriilor de sub dominația austriacă. Franța s-a angajat într-un război cu sarzii în 1859, dar a refuzat să evacueze Roma, care a rămas un punct de tensiune. Astfel, Garibaldi, de două ori și din proprie inițiativă, a încercat să cucerească Roma. A fost arestat pentru prima oară în 1862 de către armata italiană la Aspromonte⁠(d), deoarece ea nu dorea să-l vadă destabilizând nou-înființatul Regat al Italiei printr-o nouă campanie militară a Franței care îl sprijinise să-și obțină unificarea, și a doua oară de către trupele franco-pontificale la Mentana⁠(d), în 1867. Trupele franceze au părăsit Roma abia în 1870, din cauza războiului franco-prusac, după care  orașul a fost anexat de Regatul Italian și a devenit capitala acestuia.

## Filmografie și literatură
- Turnat în 1973, filmul Rugantino de Pasquale Festa Campanile, cu Adriano Celentano.
- Turnat în 1990, filmul de televiziune al lui Luigi Magni⁠(d), In nome del popolo sovrano cu Alberto Sordi, Nino Manfredi, Jacques Perrin, Luca Barbareschi⁠(d) și Elena Sofia Ricci⁠(d).
- Romanul istoric italian Riccarelli, Ugo (2011). La repubblica di un solo giorno (ed. Mondadori).  .